# General Artigas (1883)
General Artigas – urugwajska kanonierka z końca XIX wieku, zamówiona i zbudowana w austro-węgierskiej stoczni Stabilimento Tecnico Triestino w Trieście. Okręt został zwodowany w 1883 roku i wszedł w skład urugwajskiej marynarki wojennej w tym samym roku. Jednostka została wycofana ze służby w 1913 roku.

## Projekt i budowa
„General Artigas” został zamówiony w austro-węgierskiej stoczni Stabilimento Tecnico Triestino w Trieście. Wodowanie odbyło się w 1883 roku .

## Dane taktyczno-techniczne
Okręt był kanonierką ze stalowym kadłubem o długości 39,01 metra, szerokości 6,25 metra i zanurzeniu średnim 2,59 metra . Wyporność normalna wynosiła 270 ton . Siłownię okrętu stanowiła maszyna parowa potrójnego rozprężania o mocy 520 KM . Prędkość maksymalna napędzanego jedną śrubą okrętu wynosiła 12,5 węzła . Paliwo stanowił węgiel .
Na uzbrojenie artyleryjskie okrętu składały się dwa pojedyncze działa kalibru 120 mm (4,7 cala) RK L/30 produkcji Kruppa .

## Służba
Kanonierka została przyjęta w skład urugwajskiej marynarki wojennej w 1883 roku jako „General Artigas” . Nazwa jednostki została nadana na cześć urugwajskiego bohatera narodowego, José Gervasia Artigasa. Okręt został wycofany ze służby w 1913 roku.